# الخويرة (جعلان بني بو حسن)
الخويرة منطقة سكنية تقع في ولاية جعلان بني بو حسن، التابعة لمحافظة جنوب الشرقية في سلطنة عمان. يقدر عدد سكانها بـ 52 نسمة حسب إحصاء عام 2010 التابع للمركز الوطني للإحصاء والمعلومات الحكومي. رمز المنطقة هو 80340121.

## الوصلات الخارجية
- المركز الوطني للإحصاء والمعلومات، سلطنة عمان